# Bruno Cirillo
Bruno Cirillo, né le 21 mars 1977 à Castellammare di Stabia en Campanie, est un footballeur italien qui a évolué notamment comme défenseur central à la Reggina. 
Bruno Cirillo possède 11 sélections en équipe d'Italie espoirs, équipe avec laquelle il a remporté le Championnat d'Europe espoirs en 2000. Il a participé aux Jeux Olympiques de Sydney avec l'Italie.
En juin 2013, il annonce au FC Metz qu'il ne prolongera son contrat et qu'il prendrait sa retraite. Mais le 26 août 2013, il signe au sein de l'AEK Athènes pour un contrat d'un an. 